# Veenendaal-Veenendaal 2001
La Veenendaal-Veenendaal 2001, sedicesima edizione della corsa, si svolse il 19 aprile su un percorso di 209 km, con partenza ed arrivo a Veenendaal. Fu vinta dall'olandese Steven de Jongh della squadra Rabobank davanti al connazionale Rudi Kemna e al britannico Roger Hammond.

## Ordine d'arrivo (Top 10)
| Pos. | Corridore           | Squadra                 | Tempo    |
| ---- | ------------------- | ----------------------- | -------- |
| 1    | Steven de Jongh     | Rabobank                | 4h45'48" |
| 2    | Rudi Kemna          | Bankgiroloterij-Batavus | a 3"     |
| 3    | Roger Hammond       | Collstrop-Palmans       | s.t.     |
| 4    | Aart Vierhouten     | Rabobank                | s.t.     |
| 5    | Jan Boven           | Rabobank                | s.t.     |
| 6    | Paul van Schalen    | Team Cologne            | s.t.     |
| 7    | Martin van Steen    | Bankgiroloterij-Batavus | s.t.     |
| 8    | Gerben Löwik        | Rabobank                | s.t.     |
| 9    | Vladimir Miholjević | KRKA-Telekom Slovenije  | s.t.     |
| 10   | Gorazd Štangelj     | Liquigas-Pata           | s.t.     |